# Thomas Platzer
Thomas Platzer (ur. w 1969 roku) – niemiecki skeletonista i bobsleista, srebrny medalista mistrzostw świata.

## Kariera
Największy sukces w karierze Platzer osiągnął w 2000 roku, kiedy wspólnie z Christophem Langenem, Markusem Zimmermannem i Svenem Rührem zdobył złoty medal w czwórkach podczas mistrzostw świata w Altenbergu. Był też między innymi czwarty w skeletonie podczas rozgrywanych w 1990 roku mistrzostw świata w Königssee. Walkę o medal przegrał tam z Gregorem Stähli ze Szwajcarii o 0,47 sekundy. Nigdy nie wystąpił na igrzyskach olimpijskich. Po zakończeniu kariery został trenerem.
W 2002 roku został zdyskwalifikowany na rok za stosowanie dopingu.